# Existentialisme
L'existentialisme est un courant philosophique et littéraire qui considère que l'être humain forme l'essence de sa vie par ses propres actions, celles-ci n'étant pas prédéterminées par des doctrines théologiques, philosophiques ou morales. L'existentialisme considère chaque individu comme un être unique maître de ses actes, de son destin et des valeurs qu'il décide d'adopter.

« Le jour où l’homme se fera un point d’honneur de se sentir et de se connaître lui-même, d’agir par lui-même, en toute autonomie, en pleine conscience de lui-même, en pleine liberté, il cessera d’être pour lui-même un objet étranger et impénétrable, il tendra à dissiper l’ignorance qui limite et empêche sa pleine connaissance de lui-même. »

— Max Stirner, précurseur de l'existentialisme et de l'anarchisme individualiste.

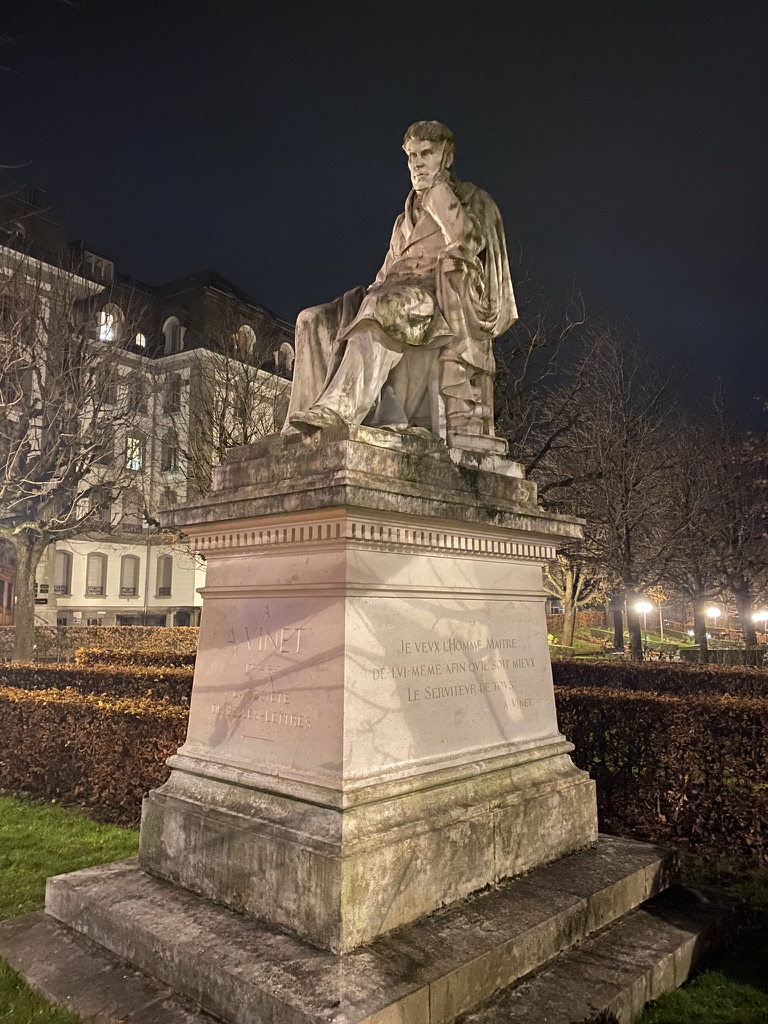
Statue d'Alexandre Vinet à Lausanne, où l'on peut lire sur un côté du socle : « Je veux l'Homme maître de lui-même afin qu'il soit mieux le serviteur de tous ».

Bien qu'il existe des tendances communes entre les penseurs existentialistes, des différences subsistent : il y a notamment un fossé entre les existentialistes athées comme Jean-Paul Sartre ou Simone de Beauvoir et les philosophes existentiels chrétiens comme Søren Kierkegaard, Paul Tillich ou Gabriel Marcel, sans oublier la philosophie juive de l'existence de Martin Buber et Emmanuel Levinas ou encore musulmane d'Abdennour Bidar et Abdurrahmân Badawî qui était considéré comme le « principal maître de l'existentialisme arabe ».
Certains auteurs tels qu'Albert Camus ou Martin Heidegger ont même refusé d'être étiquetés comme existentialistes. Sartre a livré quant à lui sa propre définition et conception de l'existentialisme et a donné une conférence sur le sujet : L'existentialisme est un humanisme.

## Contexte et définitions

### Les débuts
| |  |  |
| Les philosophes Søren Kierkegaard et Friedrich Nietzsche sont considérés comme les précurseurs du mouvement existentialiste. |  |  |

Les auteurs Schelling, Kierkegaard, Stirner, Nietzsche, Dostoïevski et Kafka dès le XIXe siècle, développent une « philosophie existentielle » que méditeront leurs successeurs au sein de l'existentialisme. Ce dernier prend sa forme explicite de courant philosophique au XXe siècle dans la philosophie continentale : d'abord dans les travaux de Miguel de Unamuno, Léon Chestov, Nicolas Berdiaev, Martin Buber, Karl Jaspers, Franz Rosenzweig, Martin Heidegger, Gabriel Marcel, Rachel Bespaloff, Benjamin Fondane dans les années 1930 en Allemagne, en Russie et en France, puis dans les travaux de Vladimir Jankélévitch, Jean-Paul Sartre, Emmanuel Lévinas, Simone de Beauvoir, Maurice Merleau-Ponty et Albert Camus dans les années 1940 et 1950 en France, et au Canada avec Jacques Lavigne. Leurs travaux ont porté entre autres sur des thèmes tels que le Dasein, l'angoisse, l'aliénation, l'absurde, l'ennui, l'engagement, l'être, la liberté et le néant comme éléments fondamentaux de l'existence humaine.
Certains, comme Camus et Heidegger, rejettent explicitement l'appellation « existentialisme » au sens que Sartre lui donne, mais il n'en demeure pas moins qu'ils construisent une « philosophie existentielle » (Existenzphilosophie, le terme est de Kierkegaard). En fait, l'existentialisme sartrien n'est pas représentatif de la philosophie existentielle en général, il n'en est qu'une version. Pour Emmanuel Mounier par exemple (Introduction aux existentialismes), le point de départ de cette orientation philosophique est à rechercher dans Blaise Pascal qui a placé l'homme et sa misère au centre de ses méditations.
Au XXIe siècle, l'existentialisme est adapté dans un contexte religieux musulman par Abdennour Bidar, dans L'islam sans soumission.

### Existentialisme allemand
L'existentialisme s'inspire de la phénoménologie d'Edmund Husserl, et de l'œuvre de Martin Heidegger, qui prend cependant ses distances avec Sartre dans la Lettre sur l'humanisme. C'est ce que montrent Hannah Arendt et Jean Wahl, qui sont parmi les premiers « historiens » de la phénoménologie.
Le mot « existentialisme » vient d'existence ; en allemand du mot Dasein, qui est également un terme clé de la théorie de Heidegger, qui signifie « être-là », que Henry Corbin, le premier traducteur de Heidegger, a traduit par « réalité-humaine » faisant ainsi un contresens ; cette traduction sera reprise par Sartre.
Friedrich Nietzsche, philosophe allemand du XIXe siècle, participe à l'avancement du courant existentialiste. Il développe le concept de l'« Übermensch », qui évoque l'élévation au-delà des doctrines imposées par la religion et la société. Selon lui, « L'homme est un pont qui doit être surmonté »[réf. souhaitée]. Sa raison de vivre ne peut pas être définie par autrui, mais doit être façonnée par soi-même. Il est essentiel de suivre sa propre vérité et non celle des autres. Il soutient que la véritable expérience humaine réside dans le développement de ses valeurs selon sa propre volonté, et non selon les morales socialement acceptées[source secondaire souhaitée].

### Existentialisme chrétien
L'existentialisme chrétien a été moins médiatisé en France que l'existentialisme athée, mais il demeure important. Ce courant philosophique, qui a pour principal représentant français Gabriel Marcel, mais aussi, en Amérique du Nord, Jacques Lavigne, est marqué par une profonde opposition entre l'humain, faible et angoissé, et Dieu qui est absolu et transcendant. Le but de la vie est ainsi de se rapprocher de Dieu et d'essayer d'atteindre sa perfection en devenant un chrétien authentique.

### Existentialisme athée et sartrien
Jean-Paul Sartre, ayant importé simultanément l'existentialisme et la phénoménologie allemande en France, a répandu cette philosophie qui fut très à la mode entre les années 1945 et 1955 ; elle était en effet devenue non seulement un mode de vie, mais elle était aussi définie par un endroit précis : Saint-Germain-des-Prés à Paris. Le texte d'une de ses conférences, L'existentialisme est un humanisme, imprimé comme opuscule, en popularisera l'idée.
Sartre emprunte beaucoup à la méthode phénoménologique. C'est Raymond Aron qui, par sa connaissance des philosophes allemands, a incité Sartre à s'intéresser à la phénoménologie. C'est d'abord une méthode qui vient de Husserl. Science des phénomènes, elle décrit la façon dont les choses se donnent à la conscience. La description des choses permet de découvrir leur essence et ce qu'est la conscience qui les pense. Pour cela, on fera varier imaginairement les divers points de vue possibles sur la chose pour en faire apparaître l'invariant. Par exemple, quel que soit le point de vue, un triangle a toujours trois côtés, qui font donc nécessairement partie de son essence.
On peut dire, en calquant nos propos sur le discours de Jean-Paul Sartre, qu'« il ne faut pas croire naïvement à ce que nous offre le monde », car le monde dépasse toujours la simple conscience que l’on peut en avoir et c'est du reste parce que le « phénomène » ne se montre pas d'emblée qu'il faut une description qui débusque les choses, description qui ne va pas derrière le visible, mais au contraire s'immerge en lui (l'idée d'un arrière-monde caché derrière le visible n'intéressant pas la phénoménologie). C'est pourquoi la nécessité pour la conscience d'exister comme conscience d'autre chose que soi, est ce que Husserl appelle « intentionnalité ».
L'existentialisme sartrien est résumé par la célèbre formule : « l'existence précède l'essence », c'est-à-dire que chaque individu surgit dans le monde initialement sans but ni valeurs prédéfinies, puis, lors de son existence, il se définit par ses actes dont il est pleinement responsable et qui modifient son essence ; à sa mort, son essence se fige. Pour résumer, l'homme naît donc sans but et ne cesse de changer, de par ses actes, jusqu'à sa mort, où son essence se fige. En cela, l'être vivant se distingue de l'objet manufacturé qui, lui, a été conçu pour une fin, et se définit donc plutôt par son essence (qui, en opposition avec l'existence, serait un aboutissement et non un point de départ).
Walter Kaufmann décrit l'existentialisme comme « le refus d'appartenir à une quelconque école de pensée, la répudiation de l'adéquation d'une quelconque croyance, et en particulier des systèmes, et une insatisfaction à l'égard de la philosophie traditionnelle considérée comme superficielle, académique et éloignée de la vie ».
L'existentialisme est un humanisme répond aux reproches alors adressés à l'œuvre de Sartre. Sa philosophie était considérée attentiste et passive. Ce reproche était surtout celui des communistes : pour ces derniers le message de L'Être et le Néant se résume à « Il n'y a rien à faire, il faut se résigner et attendre. » Selon eux, il s'agit d'une philosophie essentiellement triste et pessimiste et ces communistes pensent que pour Sartre la philosophie ne sert plus qu'à décrire, elle est contemplative et ne vise pas à transformer le monde. Aucune action ne semble donc possible. Pierre Naville fait partie des marxistes critiques de Sartre. Ses propos sont rapportés à la suite du texte de la conférence L'existentialisme est un humanisme. Georg Lukács écrit son ouvrage Existentialisme ou Marxisme ? pour réfuter également cette philosophie, du point de vue marxiste. Les catholiques, eux, l'interprètent comme une philosophie cynique qui se moque de ce qui est sérieux, de ce qui est au service d'une morale véritablement fondée.

### L'absurde camusien
L'étiquette d'« existentialiste » avait aussi été attribuée à Albert Camus (voir son roman La Peste, à ne pas confondre avec L'Étranger qui lui se rattache à l'Absurde), mais ce dernier a toujours rejeté cette appellation.

### L'existentialisme du XXIe siècle
Sorin Cerin met en lumière dans Elvira Sorohan une continuation du mouvement existentialiste du 21e siècle, où une œuvre poétique aux influences des précurseurs de l'existentialisme des 19e et 20e siècles, appréciant que Sorin Cerin ait reconfiguré l'existentialisme du présent, même s'il y croyait jusque-là que l'existentialisme a été épuisé, rappelant que le vocabulaire de la poésie existentialiste universelle, facilement reconnaissable, est désormais redistribué dans un autre sujet, ce qui conduit à des combinaisons étonnamment nouvelles, certaines audacieuses, ou terriblement dures, comme celles qui visaient l'église. Alors que d'autres auteurs considèrent que Sorin Cerin redéfinit l'être humain et comme un projet existentialiste, ou que Sorin Cerin suit le programme littéraire de l'existentialisme français.

## Concepts

### Construction de l'essence
L’existentialisme athée déclare qu’il y a un être qui ne peut être défini avant son existence, et que cet être, c’est précisément l’être humain, le Dasein (Da = là et sein = être, ceci signifie l’expérience vécue et être dans le monde). Cela veut dire que l’être humain apparaît dans le monde, existe et se définit après. Si l’être humain ne peut être défini au commencement de son existence, c’est qu’il n’est d'abord fondamentalement « rien »[réf. nécessaire], et qu’il devient ensuite toujours tel qu’il choisit de se faire.
Puisqu’il n’y a pas de Dieu pour le concevoir, pour lui donner une âme prédéterminée, puisqu'à l'aube de son existence, l’être humain n’est rien, son avenir lui appartient radicalement, ce qu’il est, ce qu'il sera lui appartient. L’être humain détermine lui-même son essence, « l’homme n’est rien d'autre que ce qu’il se fait », le résultat de son projet d’être. Il n’est pas ce qu'il a voulu être, car vouloir semble sous-entendre une volonté consciente[pas clair], mais il est le résultat de ses choix, il est donc responsable de ce qu’il est. En cela la théorie existentialiste s’oppose à la théorie déterministe qui fait précéder l'essence à l'existence. Selon Platon, il existerait, dans « un monde intelligible », une forme ou essence éternelle de chaque chose que le Créateur contemplerait pour façonner la chose en question. Par exemple, Platon dit qu’il existe l'Idée ou la forme intelligible d'un cheval dans un monde transcendant, forme sur laquelle on peut se fonder pour créer et toujours reconnaître un cheval[réf. nécessaire].
Pour Sartre, les choses existent d'abord et c’est seulement ensuite, si elles ont la capacité de penser, qu’elles produisent des concepts tels que le sont les concepts de « monde », d’« être humain », de « chose » ou encore d’« animal ». C’est une fois inventés, que ces concepts deviennent une essence. Ainsi, on voit bien de quoi on parle quand on parle d’un « homme » mais cela ne signifie pas que l’homme existe en tant qu’un absolu ou en tant qu’une substance. Tout existe avant d’« être », l’existence est la condition préalable à l’essence, ainsi « l’existence précède l’essence ».

### Liberté
L'existentialisme sartrien rappelle que l'on définit bien les choses par notre esprit mais seulement après coup. L'homme façonne lui-même ce qu'il croit être juste ou vrai, et, de ce point de vue, il est seul responsable devant lui-même, de la civilisation comme de ses actes. Puisqu’il n'existe pas d'essence objective, alors il n'existe aussi ni morale ni même de vérité absolue.
Il est donc inutile et néfaste de se cacher derrière un quelconque déterminisme : que ce déterminisme soit religieux et reconnaisse une existence déterminée par Dieu - existence où l'on devrait attendre la vraie vie dans un autre monde sans pouvoir agir sur le destin qui déterminerait la vie actuelle - ou qu’il soit seulement psychologique, voire fataliste, et que ce déterminisme déclare que « les hommes sont comme ils sont et qu'on n'y peut rien changer », il n’en reste pas moins que l'homme est le seul vrai maître de ses pensées et de ses croyances : « Chaque personne est un choix absolu de soi » (L'Être et le Néant). L’existentialisme implique la liberté et le libre arbitre et il s’élève donc contre tout déterminisme « matériel ». Selon l’existentialisme sartrien, l’être humain est donc, paradoxalement, condamné à la liberté puisque : « il n’y a pas de déterminisme, l’homme est libre, l’homme est liberté » (L'existentialisme est un humanisme). Sartre ne réfute cependant pas la possibilité d'influence des individus par la médiation de ce qu'il appelle "groupes souverains" ; toutefois, ces groupes ne peuvent que produire un extéro-conditionnement, c'est-à-dire qu'influer, inciter, et non déterminer.

### Responsabilité
Dans L'existentialisme est un humanisme, Sartre explique que l’être humain, par ses choix, définit lui-même le sens de sa vie (l’existence précède l’essence). Aussi, l’essence de l’être humain menant à celle de l’humanité, l’être humain définit en outre par ses choix le sens de la vie en général, c’est-à-dire qu’il engage « symboliquement » aussi toute l’humanité dans la voie qu’il choisit. Sartre explique par exemple que la personne qui se marie considère le mariage comme un choix intéressant, donc que, selon elle, tous les êtres humains devraient en faire de même : tout le monde en âge de l’être devrait être marié. De même, la personne qui arrêterait sa voiture au milieu de la route signifierait par là qu’elle admet aussi que l’humanité entière devrait bloquer la circulation. Or, elle ne le souhaite pas (c’est là son intérêt bien compris) et ne le fait donc pas.

### Angoisse
Chez les existentialistes, l’angoisse ne désigne pas un simple sentiment subjectif et ne se confond pas non plus avec l’anxiété ou la peur. L’angoisse est toujours angoisse du néant et aussi angoisse devant sa propre liberté. Elle désigne l’expérience radicale de l’existence humaine. Chez Kierkegaard, l’angoisse naît de la liberté. C’est la découverte d’une liberté qui, tout en n’étant rien, est investie d’un pouvoir infini. Pour Heidegger, l’angoisse est l’essence même de l’être humain car c’est la disposition fondamentale de l’existence et elle en révèle le fond. Chez Sartre, l'angoisse est l'expérience de la liberté. En tant que l'existence humaine est caractérisée par le néant, elle est un isolement envers le monde et envers soi. Or, l'angoisse est justement cette expérience de l'être humain qui découvre que son passé et les possibilités à venir sont toujours à distance de lui. C'est donc la contingence de l'existence qui est vécue comme angoisse.
L’angoisse n’est pas la peur. On n'a peur que de ce qui nous est extérieur : le monde et les autres. Mais, on s’angoisse devant soi-même. C’est ce que révèle l’expérience du vertige : je suis au bord d’un précipice, d’abord vient la peur de glisser et donc la peur de la mort, mais tant qu’elle en reste à cela mon angoisse n’est encore qu’une anxiété et je suis encore passif. Je fais alors attention et mes possibilités d’échapper au danger, comme celle de reculer, annihilent ma peur de tomber. Mais alors, je m’angoisse car ces réactions sur lesquelles mon attention se fixe ne sont encore que de « libres » possibilités. Rien ne me contraint à sauver ma vie en faisant attention, le suicide est aussi une de mes conduites possibles. Mais là encore ce n’est seulement qu’une possibilité, d’où une contre-angoisse et je m’éloigne du précipice. J’ai peur de ce que je peux faire, du pouvoir immense que me confère ma liberté : c’est de là que naît l’authentique angoisse.

### Mauvaise foi
La mauvaise foi est d'abord une fuite devant la liberté. Si notre conscience est d'abord un fait (sans ce fait, elle disparaît, dans le sommeil par exemple), c'est un fait qui est certifié avant que son essence ne le soit (l'existence précède l'essence). La conscience n'a pas de fondement déterminé dans le monde. Elle devra constamment justifier cette place sans fondement (et donc toujours radicalement contingente) qu'elle occupe dans le monde. Mais toute justification ne peut qu'être arbitraire : une conscience ne pourra jamais justifier sa situation dans le monde qu'en étant de mauvaise foi. Se prendre soi pour objet, tel est l'acte de la conscience qui est une conscience de mauvaise foi. Faire de la conscience un « en-soi », tel est le projet intentionnel de la mauvaise foi, et cette mauvaise foi est une conséquence nécessaire de notre contingence. Par exemple, il est contingent de naître bourgeois ou ouvrier. Ce n'est pas une condition choisie. La mauvaise foi consistera donc à jouer le bourgeois, l'ouvrier ou le garçon de café, à en faire mon être. Je joue à l'être alors que ce n'est pas un être. Je joue à être bourgeois comme le cendrier est un cendrier. Mais le cendrier est en-soi. C'est une chose, ce que n'est pas et ne peut être la conscience.
Dans L'Être et le Néant, chapitre "mauvaise foi", Sartre exemplifie ce comportement en observant que le garçon de café qu'il observe a un comportement particulier, il joue un rôle, et justement celui de garçon de café.
Plus généralement, chez Sartre, tout homme essentialise/chosifie (en soi) sa liberté (pour soi) d'action en agissant. Le fait de considérer que l'action faite est déterminée est qualifiée de "mauvaise foi" ou "d'esprit de sérieux".

### Autrui
L’existentialisme semble entraîner une vision très pessimiste des relations humaines. En effet, Sartre pense que l’homme est contraint de vivre avec les autres pour se connaître et exister mais il pense également que la vie avec les autres prive chacun de ses libertés. L’homme désespéré par sa propre banalité a construit ses propres illusions pour croire pouvoir néantiser les autres afin d’être au-dessus d’eux et ainsi s’échapper de la société.
Cette vision de la relation à l’autre comme source permanente de conflit est propre aux philosophes du XXe siècle : Ainsi Malraux pense que les hommes tentent de donner un sens à leur existence en étant « plus qu’un homme dans un monde d’hommes » (André Malraux, La Condition humaine). Pour Sartre, qui a beaucoup été influencé par Hegel, c'est le regard qui dévoile l'existence d'autrui. Le regard ne se limite pas aux yeux car derrière le regard il y a un sujet qui juge. Dans un premier temps, c'est moi qui regarde autrui, de telle sorte qu'il m'apparaît comme objet. Dans un second temps, c'est autrui qui me regarde, de telle sorte que j'apparaisse à autrui comme objet. Pour Jean-Paul Sartre, le fait de voir un homme, c’est inévitablement ne pas le considérer comme une chose, sinon on ne verrait pas un homme mais une chose de plus parmi les choses. Le distinguer des choses, c’est établir une nouvelle relation entre lui et les choses, c’est plus simplement se nier en tant que centre du monde. La seule distinction et perception d’autrui en tant que sujet pensant me force à me remettre en question, moi et tout l’univers que je me suis construit, tout l’ordre que j’avais établi entre les choses et moi ; le système égocentré que j’avais créé s’écroule soudain par la seule existence d’un être qui, étant aussi capable de penser, est aussi libre que moi et a donc aussi toutes les chances d’avoir une vision du monde qui s’oppose à la mienne.
Être vu, c’est aussi être jugé. Si autrui me regarde, je suis immédiatement modifié, altéré par son regard: je suis regardé, concerné au plus vif de mon être. Être regardé, c’est agir par rapport à l’autre, c’est être figé dans un état qui ne me laisse plus libre d'agir. L'Autre nous fait être. Le problème est que l'autre nous fait être à sa convenance, il peut donc aussi nous déformer à volonté. C'est là le drame des personnages de Huis clos qui, sans miroir, ne peuvent se voir que dans le miroir déformant des yeux de l'autre. Ainsi se constitue la dialectique du regard qui commande toutes les relations concrètes avec autrui. C'est le rapport en-soi, pour-soi qui domine. Si l'objet est en-soi : il ne pense pas le monde extérieur et ne se pense pas lui-même, il est enfermé en lui-même. L'homme est à la fois en-soi et pour-soi : car lui réfléchit, se voit et voit le monde et, par voie de conséquence, il juge le monde et se juge lui-même. Si l'homme vivait seul, ce serait sans problème car le monde n'existerait que pour lui. Mais il y a les autres et nous devons bien tenir compte de leurs pensées. Le regard que je jette sur le monde est contredit par celui que les autres jettent dessus. Entre ma pensée et celle des autres s'établit un conflit : nos visions du monde faisant exister le monde différemment, la liberté de l'autre tend à supprimer la mienne en détournant les choses de la signification que je leur donne, en leur en accordant une autre.
Ainsi, en me regardant, l'autre me juge, et fait de moi l'objet de sa pensée. Je dépends de lui. Sa liberté me réduit à l'état d'objet, d'en-soi. « Je suis en danger. Et ce danger est la structure permanente de mon être pour autrui » (L'Être et le Néant). En un certain sens, je pourrais jouir de cet esclavage sous le regard d'autrui car je perds ma position de sujet libre, je suis devenu objet, privé de liberté et par conséquent aussi de responsabilités. Mais ce n'est là qu'une illusion car je ne peux échapper à ma position de sujet. Ma réduction à l'état d'objet ne le permet pas. Pire, elle sollicite même cette position de sujet car, pendant que l'autre me juge et fait de moi son objet, je le juge aussi, c’est-à-dire que je fais de lui mon objet, je suis donc aussi son sujet. En pensant à moi, l'autre établit un jugement sur moi, dont je vais tenir compte désormais pour me connaître. Autrement dit, l'autre m'oblige à me voir à travers sa pensée, tout comme je l'oblige à se voir à travers la mienne. Je dépends de l'autre, qui dépend de moi. C’est une déformation constante d’autrui selon la volonté de chacun. Plus une conscience se sent coupable, plus elle aura tendance à charger autrui pour se défendre de son jugement. Les bourreaux de Morts sans sépulture, par exemple, veulent faire ainsi croire aux victimes qu'elles sont coupables.
Il est possible d'envisager une situation idéale où le conflit entre les libertés de chacun se désamorcerait. Cette situation pourrait être l'amour. En effet, ce sentiment permet de ne pas redouter le regard d’autrui. Je veux être l'objet de l'autre puisque je veux qu'il m'aime et de plus, en m’aimant, l’autre fait de moi un objet sublimé. Grâce à lui j’échappe ainsi à ma liberté et à mes responsabilités. Je veux donc qu'il soit mon sujet. Or l'autre veut également que je l'aime, que je fasse de lui mon objet. Quand j'accepte de perdre mes prérogatives de sujet en devenant objet, l'autre qui fait de même, accepte que je sois son sujet. Ainsi les amants étant deux sujets acceptant chacun leur chosification, l’existence sans conflit est possible. Mais, ceci n’est qu’une illusion, car comme les deux amants veulent être l’objet de l’autre, ils éprouvent l’autre comme étant le sujet dont ils sont objet et non l’inverse. Autrement dit, un couple solitaire peut, sur le mensonge, édifier un équilibre plus ou moins stable. Mais avec une tierce personne, l'illusion se dissipe nécessairement comme l'illustre le trio de Huis clos: l'amour est impossible à trois. Ainsi, l'amour réel ne peut qu'osciller entre deux extrêmes: le masochisme (où l’on se fait objet), ou le sadisme (où l’on se fait sujet). Le désir « normal » est toujours sadomasochiste. Pour Sartre, l’indifférence est elle aussi une illusion. Effectivement, ce sentiment tente de nous faire croire à notre supériorité sur l’autre. Mais en réalité l’indifférence ne libère pas d’autrui et cela parce que la seule pensée fait de la présence de l'autre un objet. Même en s’efforçant de néantiser l'autre tiers, l’homme ne peut s'empêcher de penser autrui, de rester un sujet qui le considère comme objet. La haine est le sentiment inverse, elle vise à supprimer l'autre comme sujet pensant. Mais, haïr c'est aussi reconnaître qu'on ne peut supprimer l'autre, que cet autre est un sujet contre lequel on ne peut rien faire d'autre qu'élever des cris, des malédictions. La violence est l'aveu de l’incapacité à le faire vraiment disparaître.
Ainsi l’illusion est générale. Ni l'amour, ni la haine, ni l'indifférence, ne peuvent faire sortir les hommes de l'enfer dans lequel ils sont tous plongés puisqu'il y a les autres, puisqu’il faut tenir compte de leur présence et de leurs jugements.
Le désir sexuel resterait le seul moyen de vivre en parfaite communion avec l’autre. Mais c’est là encore une manifestation de la mauvaise foi et un outil du narcissisme, or, il est lui aussi voué à l’échec. Le désir, c’est la chute dans la complicité avec le corps, c’est le dévoilement de son existence. On se laisse envahir par le corps, on cesse de le fuir. Il envahit la conscience qui glisse vers un état assez semblable au sommeil. Désormais passive, il la submerge, l’envahit, la rend opaque à elle-même et compromet ainsi l’individu (cf. texte d’Alain, le physique échappe à la conscience). En effet, cela flatte d’être désiré, d’attirer sexuellement, mais on est alors par le désir même de l'autre aussitôt réduit de l’état d'une personne à l’état de corps et alors, pour se défendre, on fait du respect une essence exigible du partenaire, qui, par mauvaise foi devient envers nous obligatoirement respectueux comme la table a obligatoirement des pieds. Le désir est désir de l’autre, désir de devenir son objet, femme ou homme-objet, le désir requiert donc automatiquement l’autre même si ce dernier est absent. Nous voulons l'autre comme sujet mais nous n'avons que son corps, sa conscience est insaisissable, et c’est pourquoi il est certes possible de saisir les yeux du corps mais non le regard du partenaire. Nous pouvons alors choisir librement de nous faire submerger par la chair, de vouloir le corps de l'autre mais alors, le corps de l'autre n'est plus un Autre, c'est un corps, qui seul, n’est plus là pour rien. Ainsi contrairement à la faim ou à la soif qui sont des besoins qui disparaissent en même temps qu’ils sont accomplis, le désir sexuel est toujours décevant et l’Homme reste sur sa faim, toujours à la quête de l’assouvissement d’un besoin contradictoire, qu’il est impossible d’assouvir pleinement.
La mort est, chez Sartre, le revers de la liberté. La mort sartrienne n'est pratiquement plus rien. Pire, elle est le triomphe d'autrui ! Une fois mort, on n'existe plus que par l'autre tant qu'il pense encore à nous et, par là même occasion, il fait de nous un objet. Mort, je ne suis plus qu'un en-soi livré à l'autre. Le pire, c’est qu’autrui lui-même n'a également qu'une existence vouée à la disparition. Mourir, c'est donc n'exister plus qu'à peine en un autre qui, en disparaissant, fera disparaître l'ombre d'existence qui nous restait encore. La mort est le néant. L'angoisse ne lui appartient même pas car c'est être libre qui est bien plus angoissant. La mort supprime tout, comme un cataclysme imbécile. Elle est extérieure et contingente et elle rend la vie absurde : « Tout existant naît sans raison, se prolonge par faiblesse et meurt par rencontre ».

## Rapports avec la psychologie

### Critique du béhaviorisme
Le béhaviorisme, ou psychologie objective est une science du comportement. Elle analyse les relations existantes entre les stimuli et les réponses du sujet expérimental, en tentant ainsi de dégager des lois qui sont à la base des conduites animales et humaines, des conduites qui ne dépendent donc que de facteurs physiques ou chimiques. Cette science dé-responsabilise l’être humain en niant que la conscience soit le facteur vraiment déterminant des comportements humains.

### La psychanalyse existentielle
Sartre discute également la théorie freudienne de l’inconscient. D'après lui, l’inconscient est la réserve de la mauvaise foi. Sartre reconnaît l’existence d’une dualité de l’esprit humain c'est-à-dire d'un conscient et d'un inconscient. Mais Freud fait de l’inconscient une chose en-soi, un autre moi. Cela lui permet de se débarrasser de notre liberté. Or pour Sartre, l’inconscient n’est pas en moi comme un autre moi, il est moi dans l’ensemble des traces de mon vécu et aussi tout ce qui a modelé ma manière d’être au monde.
La différence fondamentale entre la vision sartrienne et la vision freudienne réside ainsi dans le phénomène de censure inconsciente tel qu'il est décrit par Freud. Sartre rejette ce qu’il appelle « le postulat de l’inconscient » car pour lui, contrairement aux psychanalystes, l’inconscient n’est pas séparé du conscient. Chez Freud, ce qui empêche les pensées inconscientes de devenir conscientes ce sont certaines forces d’inhibition ou de refoulement, ces forces sont inconnues du sujet et leur rôle de censeur est donc inconscient. Une pensée est d’abord inconsciente et ensuite, si elle passe les barrières de la censure, elle devient consciente. Sartre considère cette vision comme un non-sens car pour censurer, il faut bien déjà connaître ou reconnaître ce que l’on censure, et estime que si la censure était un phénomène réellement inconscient, elle ne pourrait pas discerner les désirs inavouables qu’elle se doit masquer à la conscience. Ainsi, la censure ne peut être qu’un phénomène conscient : le sujet est conscient de ce qu’il censure et aussi qu’il censure. Ce que Freud appelle la censure n’est plus alors qu’un jeu trouble de mauvaise foi du sujet vis-à-vis de lui-même. Ceci explique en réalité la notion de « mauvaise conscience » : Si j’ai des remords sur un acte passé, c’est bien parce que je me dis : « au fond de moi, je savais, je me rendais compte, j’aurais pu éviter cela ». Si je m’en veux, c’est précisément parce que je savais, parce que je n‘étais pas inconscient, que je me cachais une vérité trop bien connue.
Sartre entrevoit très bien que la relation à autrui pourrait permettre de sortir de la mauvaise foi. L’autre peut ne pas être dupe, comme je le suis moi-même. La duplicité est ainsi sans cesse remise en cause dans la relation à autrui. Je peux tenter de me mentir à moi-même indéfiniment, mais je suis constamment aussi en relation avec autrui et alors l’occasion de percer le jeu de l’ego dans la duplicité est toujours donnée. Il est toujours possible de sortir de la conduite de mauvaise foi. Il n’y a donc pas de fatalité de la mauvaise foi, par contre, il y a bien chez Freud une fatalité de la névrose.

## L'engagement chez Sartre
Dans un essai intitulé Qu'est-ce que la littérature ?, Sartre expose ses idées. « La parole est action », l’écriture est une arme que tout écrivain est responsable d’utiliser ou non, ainsi l’écrivain est engagé dès lors qu'il choisit la critique d'un système en place. Un auteur engagé écrit d'abord pour lui, mais aussi pour éveiller les consciences, afin que personne ne se considère « innocent » de ce qui se passe dans le monde. L’auteur écrit ce qu'il ressent et incite les lecteurs à transformer les situations décrites. Il écrit pour apprendre à mieux se connaître lui- même. Il prend corps « pierre par pierre », jour après jour. Il doit prendre de temps à autre du recul pour faire des mises au point. Cela permet à ceux qui vont le lire d'analyser ses pensées, et de conclure par une acceptation ou un rejet. Cette façon de procéder est plus efficace que de longs discours, car souvent on ne retient que l'analyse globale ou quelques bribes de ce qui a été dit. On écrit donc pour son temps, en étant placé devant des problèmes historiques et politiques à résoudre. Jean-Paul Sartre introduit ici des considérations philosophiques propres à l'existentialisme: l’écrivain est responsable de ce qu’il écrit envers la société. « L’écrivain est en situation dans son époque: chaque parole a des retentissements ».

## Existentialisme et féminisme
Dans son célèbre essai féministe Le deuxième sexe, Simone de Beauvoir reprend la terminologie existentialiste pour soutenir sa théorie, puisqu’elle-même faisait partie de ce courant de pensée (elle était notamment la compagne de Sartre, bien qu’elle ait aussi eu sa propre pensée à l’écart de son compagnon). L’essai est donc considéré comme féministe, mais aussi comme existentialiste. Le fait que ce texte féministe s’appuie en détail sur des thèses philosophiques explique en partie l’impact important qu’il a dans la suite du vingtième siècle.
Dans l’introduction, Beauvoir explique que la femme est l’Autre absolu face à l’homme qui est le Sujet. « elle est l’inessentiel en face de l’essentiel ». L’homme est donc nécessaire alors que la femme est contingente ; il est le sujet et elle est l’objet (qui n’existe qu’en étant perçu par le sujet selon la philosophie phénoménologique sur laquelle se base la pensée existentialiste). Beauvoir fait également intervenir la théorie de la conscience d'Hegel (dont la pensée est l'une des influences de l'existentialisme), qui soutient que toute conscience est plus ou moins hostile face à une autre conscience qui lui fait face pour expliquer comment le fait que la femme soit «l'Autre» contribue à son infériorisation.
La question de la liberté, fondamentale à l’existentialisme, est aussi importante dans la suite du Deuxième sexe. Pour Sartre, « l’homme est condamné à être libre » : Beauvoir argumente que l’absence de liberté dont souffrent les femmes les empêche d’accéder à la transcendance en les enfermant dans l’immanence. Elle s’interroge également sur le rôle que jouent les femmes dans leur propre aliénation, puisque selon l’existentialisme, les êtres humains sont entièrement responsables de leur destin, puisqu’ils sont libres.
La célèbre phrase de Beauvoir « On ne naît pas femme : on le devient » renvoie aussi à la distinction entre existence et essence en s’attaquant à l’essentialisme qui réduit la femme à une seule définition.

#### Principaux ouvrages

##### Allemagne/Danemark
- Martin Heidegger (trad. François Vezin), Être et Temps, Paris, Éditions Gallimard, coll. « Bibliothèque de Philosophie », 1927 (réimpr. 1986), 589 p. (ISBN 2-07-070739-3).
- Karl Jaspers (trad. de l'allemand par Jeanne Hersch), Introduction à la philosophie : Texte imprimé, Paris, 10/18, 2001, 188 p. (ISBN 2-264-03444-0).
- Søren Kierkegaard (trad. du danois), Crainte et tremblement, Paris, Payot, coll. « Rivages poche », 1843 (réimpr. 2000), 237 p. (ISBN 2-7436-0587-1).

##### France
- Simone de Beauvoir, Le Deuxième Sexe, I : Les faits et les mythes, Paris, Éditions Gallimard, coll. « Folio Essais », 1949 (réimpr. 1986), 408 p. (ISBN 2-07-032351-X).
- Simone de Beauvoir, Le Deuxième Sexe, II : L'expérience vécue, Paris, Éditions Gallimard, coll. « Folio Essais », 1949 (réimpr. 1986), 663 p. (ISBN 2-07-032352-8).
- Simone de Beauvoir, L'existentialisme et la sagesse des nations, Paris, Éditions Gallimard, coll. « Arcades », 2008, 144 p. (ISBN 978-2-07-011931-8).
- Simone de Beauvoir, Pour une morale de l'ambiguïté, Paris, Éditions Gallimard, 1947 (réimpr. 2003), 320 p. (ISBN 2-07-020512-6).
- Rachel Bespaloff (préf. Monique Jutrin), Cheminements et Carrefours, Paris, Vrin, coll. « Essais d'art et de philosophie », 1938 (réimpr. 2004), 252 p. (ISBN 2-7116-1716-5, lire en ligne).
- Albert Camus, Le Mythe de Sisyphe : essai sur l'absurde, Paris, Éditions Gallimard, 1942 (réimpr. 1985), 187 p. (ISBN 2-07-032288-2).
- Emmanuel Levinas, De l'existence à l'existant, Paris, Vrin, coll. « Bibliothèque des textes philosophiques », 1947 (réimpr. 1993), 173 p. (ISBN 2-7116-0489-6).
- Emmanuel Levinas, En découvrant l'existence avec Husserl et Heidegger, Paris, Vrin, coll. « Bibliothèque d'histoire de la philosophie », 1967 (réimpr. 2002), 330 p. (ISBN 2-7116-1491-3).
- Maurice Merleau-Ponty, Phénoménologie de la perception, Paris, Éditions Gallimard, coll. « Tel », 1945 (réimpr. 1976), 531 p. (ISBN 2-07-029337-8).
- Jean-Paul Sartre, L'Être et le Néant, Paris, Éditions Gallimard, coll. « Tel », 1943 (réimpr. 1976), 691 p. (ISBN 2-07-029388-2).
- Jean-Paul Sartre, L'existentialisme est un humanisme, Paris, Éditions Gallimard, coll. « Folio Essais », 1946 (réimpr. 1996), 108 p. (ISBN 2-07-032913-5).
- Jean-Paul Sartre, La Nausée, Paris, Éditions Gallimard, coll. « Folio », 1938 (réimpr. 1972), 247 p. (ISBN 2-07-036805-X).
- Jean-Paul Sartre, Questions de méthode, Paris, Éditions Gallimard, coll. « Tel », 1957 (réimpr. 1986), 164 p. (ISBN 2-07-070767-9).

##### Russie
- Léon Chestov (trad. Boris de Schlœzer), La philosophie de la tragédie : Dostoïevski et Nietzsche, Paris, Le Bruit du temps, 1903 (réimpr. 2012), 299 p. (ISBN 2-35873-043-2).
- Fiodor Dostoïevski (trad. André Markowicz), Les Carnets du sous-sol, Paris, Actes Sud, coll. « Babel », 1864 (réimpr. 1992), 181 p. (ISBN 2-86869-799-2).

#### Études critiques
- Hannah Arendt (trad. de l'anglais), La philosophie de l'existence et autres essais, Paris, Payot, coll. « Petite Bibliothèque Payot », 2015, 350 p. (ISBN 978-2-228-91404-8 et 2-228-91404-5).
- Philippe Arjakovsky, François Fédier et Hadrien France-Lanord (dir.), Le Dictionnaire Martin Heidegger : Vocabulaire polyphonique de sa pensée, Paris, Éditions du Cerf, 2013, 1450 p. (ISBN 978-2-204-10077-9).
- Jean Beaufret, De l'existentialisme à Heidegger : Introduction aux philosophies de l'existence, Paris, Vrin, coll. « Problèmes & Controverses », 1986 (réimpr. 2000), 182 p. (ISBN 2-7116-0927-8, lire en ligne). Réédition, augmentée de cinq textes écrits entre 1945 et 1981, de Introduction aux philosophies de l’existence, De Kierkegaard à Heidegger, Denoël, collection Médiations, 1971. Ouvrage étudiant aussi les philosophies de Husserl et de Sartre.
- Abdennour Bidar, L'islam sans soumission : Pour un existentialisme musulman, Paris, Éditions Albin Michel, coll. « Espaces libres », 2008 (réimpr. 2012), 288 p. (ISBN 978-2-226-24077-4 et 2-226-24077-2).
- Léon Chestov, Kierkegaard et la philosophie existentielle : Vox clamantis in deserto, Paris, Vrin, coll. « Bibliothèque d’Histoire de la Philosophie », 1998, 384 p. (ISBN 978-2-7116-0140-0, lire en ligne).
- Jacques Colette, L'existentialisme, Paris, PUF, coll. « Que sais-je », 2007, 127 p. (ISBN 978-2-13-056208-5 et 2-13-056208-6).
- Georg Lukács (trad. E. Kelemen), Existentialisme ou Marxisme ?, Paris, Nagel, coll. « Pensées », 1948 (réimpr. 1961), 290 p.
- Jacques Maritain, Court traité de l'existence et de l'existant, Paris, Flammarion, 1947 (réimpr. 1992), 236 p. (ISBN 2-08-050834-2).
- Emmanuel Mounier, Introduction aux existentialismes, Rennes, PU Rennes, coll. « Philosophica », 1947 (réimpr. 2010), 120 p. (ISBN 2-7535-1075-X).
- Jean Wahl, Esquisse pour une histoire de « l'existentialisme », Paris, L'Arche, coll. « Tête-à-tête », 2001, 59 p. (ISBN 2-85181-492-3).